# Prinsessenkruis van de Saksisch-Ernestijnse Huisorde

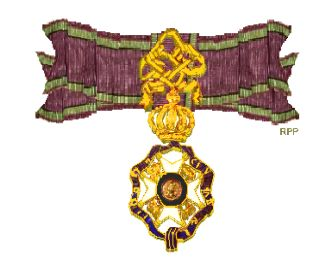
Prinsessenkruis van de Saksisch-Ernestijnse Huisorde

Het Prinsessenkruis van de Saksisch-Ernestijnse Huisorde (Duits: "Prinzessinenkreuz des Herzoglich Sachsen-Ernestinischer Hausordens") was een aan de hertogelijk Saksisch-Ernestijnse Huisorde verbonden onderscheiding. In de 19e eeuw was het nog geen gebruik om dames in ridderorden op te nemen. Daarom werden damesorden gesticht, men kan deze aan de Huisorde van de Ernestijnen verbonden onderscheiding tot die categorie rekenen.
De drie Saksische (groot)hertogdommen werden door leden van de Ernestijnse linie van het Huis Wettin bestuurd. Het latere koninkrijk Saksen viel in de erfscheiding van 1485 aan de Albertijnse linie van datzelfde vorstengeslacht toe. Saksen-Coburg en Gotha, Saksen-Weimar en Saksen-Meiningen deelden de soevereiniteit over de in 1833 ingestelde Saksisch-Ernestijnse Huisorde.
Omdat het kruis zo zeldzaam is zijn de gepubliceerde gegevens niet eenduidig. Er zijn misschien meerdere uitvoeringen vervaardigd. In de literatuur is ook sprake van een op een donkergroen geëmailleerd verguld zilveren lint met de ordespreuk "Fideliter et Constans" gelegd kruis van de Saksisch-Ernestinische Huisorde. Het motto stond op de buitenste lint van de onderscheiding en werd op de ring niet herhaald. De ring was donkerblauw en bevatte geen tekst. Het gouden medaillon was dat van de achterzijde van het kleinood en stelde dus het wapen van de Saksische hertogen voor. Boven dit kruis was een kleine gouden beugelkroon met daarboven een kunstig geplooid gouden lint bevestigd waarmee het prinsessenkruis aan het tot een strik gevormde lint werd vastgemaakt.
In de statuten van de orde was niet in een dergelijk kruis voorzien, men nam geen dames in deze orde op. Omdat de drie hertogdommen geen eigen damesorde kenden werd dit kruis desondanks uitgereikt. Nimmergut merkt op dat het Prinsessenkruis niet tot de orden gerekend mag worden. Men droeg het Prinsessenkruis op de linkerschouder. In de catalogus van Nimmergut wordt het kruis wel tot de versierselen van de Saksisch-Ernestinische Huisorde gerekend.
De Prinsessenkruisen zijn zeldzaam, op een veiling bracht een dergelijk kruis meer dan 4000 euro op.
De orde bestond in ieder geval tot 1935. De door de hertog van Saksen-Meiningen verleende kruisen bezitten op de bovenste kruisarm de initiaal "B". De versierselen werden aan ingezetenen met en aan vreemdelingen zonder een brede groen geëmailleerde lauwerkrans rond het medaillon uitgereikt. De orde droeg de naam "Huisorde" maar werd ook als moderne orde van verdienste gebruikt.
In 1935 verbood Adolf Hitler Duitsers om de orden van de voormalige Duitse vorsten en vorstenhuizen aan te nemen. Deze beslissing wordt in de literatuur als het einde van de Saksisch-Ernestijnse Huisorde beschouwd maar de orde werd net als de andere orden die het bezit van de vorsten en hun opvolgers zijn niet formeel opgeheven. In de Bondsrepubliek geldt het nazi-verbod niet en de Ernestijnse prinsen dragen op recente foto's het purperen lint met de blauwe bies.
Het Prinsessenkruis werd aan een gouden strik aan het lint van de orde op de linkerschouder gedragen. Het versiersel is een kruis van de orde binnen een toegegespte blauwe riem met in goud de letters "FIDELITIR ET CONSTANTIR". Boven het kruis en de riem is als verhoging een gouden beugelkroon geplaatst. Het massief gouden versiersel is met blauwe, witte en groene emaille versierd. De massief gouden versierselen waren, zoals bij onderscheidingen voor vorstelijke personen gebruikelijk, zeer verfijnd en kostbaar uitgevoerd. Behalve de "gewone" gouden versierselen werden ook kleinoden met edelstenen uitgereikt.
De drie versierselen:
- Kruis met diamanten en smaragden (1867)
- Kruis van de tweede uitgave (1868)
- Kruis van de derde uitgave (1878)